# Episodi di Angel (seconda stagione)
La seconda stagione della serie televisiva Angel è stata trasmessa dal canale The WB. Essendo dello stesso canale la proprietà anche di Buffy l'ammazzavampiri compaiono alcuni cross-over: a Los Angeles arriva da Sunnydale Drusilla; Charles Gunn diventa un personaggio fisso e viene riportata in vita Darla dai diabolici avvocati della Wolfram & Hart. Vengono inoltre introdotti i personaggi di Lorne e Fred che diventeranno fissi nelle stagioni successive.
In Italia è stata trasmesso per la prima volta nel 2004 dalla rete satellitare Fox e in chiaro da Italia 1 nel 2007.
Gli antagonisti principali sono Darla, Drusilla e Silas.
| nº | Titolo originale                  | Titolo italiano           | Prima TV USA     | Prima TV Italia |
| -- | --------------------------------- | ------------------------- | ---------------- | --------------- |
| 1  | Judgement                         | Il giudizio               | 5 ottobre 2000   | 16 marzo 2004   |
| 2  | Are You Now or Have You Ever Been | Il demone paranoico       | 12 ottobre 2000  | 16 marzo 2004   |
| 3  | First Impression                  | Deevak                    | 18 ottobre 2000  | 23 marzo 2004   |
| 4  | Untouched                         | Non toccarmi!             | 26 ottobre 2000  | 23 marzo 2004   |
| 5  | Dear Boy                          | La trappola               | 2 novembre 2000  | 30 marzo 2004   |
| 6  | Guise Will Be Guise               | Le apparenze ingannano    | 9 novembre 2000  | 30 marzo 2004   |
| 7  | Darla                             | Il ritorno di Darla       | 16 novembre 2000 | 8 aprile 2004   |
| 8  | The Shroud of Rhamon              | Il sudario di Rhamon      | 23 novembre 2000 | 8 aprile 2004   |
| 9  | The Trial                         | Diagnosi mortale          | 30 novembre 2000 | 15 aprile 2004  |
| 10 | Reunion                           | L'ultima degustazione     | 14 dicembre 2000 | 15 aprile 2004  |
| 11 | Redefinition                      | Solo contro tutti         | 18 gennaio 2001  | 22 aprile 2004  |
| 12 | Blood Money                       | Denaro sporco             | 25 gennaio 2001  | 22 aprile 2004  |
| 13 | Happy Anniversary                 | Il mondo finirà           | 8 febbraio 2001  | 29 aprile 2004  |
| 14 | The Thin Dead Line                | Il quartiere di Gunn      | 15 febbraio 2001 | 29 aprile 2004  |
| 15 | Reprise                           | Un viaggio di sola andata | 22 febbraio 2001 | 6 maggio 2004   |
| 16 | Epiphany                          | Il grande premio          | 29 febbraio 2001 | 6 maggio 2004   |
| 17 | Disharmony                        | Vecchie amiche            | 4 aprile 2001    | 13 maggio 2004  |
| 18 | Dead End                          | Vicolo cieco              | 25 aprile 2001   | 13 maggio 2004  |
| 19 | Belonging                         | La città dei lustrini     | 2 maggio 2001    | 20 maggio 2004  |
| 20 | Over The Rainbow                  | Ritorno a Pylea           | 9 maggio 2001    | 20 maggio 2004  |
| 21 | Through The Looking Glass         | Attraverso lo specchio    | 16 maggio 2001   | 27 maggio 2004  |
| 22 | There's no Place like Plrtz Glrb  | Si torna a casa           | 23 maggio 2001   | 27 maggio 2004  |

## Il giudizio
- Titolo originale: Judgement
- Diretto da: Michael Lange
- Scritto da: Joss Whedon e David Greenwalt (soggetto); David Greenwalt (sceneggiatura)

### Trama
Angel, Cordelia e Wesley continuano la lotta contro i demoni, contemporaneamente vorrebbero capire chi è la persona che la Wolfram & Hart ha riportato in vita (ignari che si tratti di Darla). Cordelia ha una visione su un demone Prio Motu, creature forti e feroci. Uno di loro è nelle vicinanze. 
Wesley porta i suoi amici in un karaoke bar frequentato da demoni chiamato Caritas. Lì la violenza non è ammessa, anche perché all'interno del locale è stato fatto un incantesimo chiamato Sanctorium che la proibisce. Il Caritas è gestito dal demone Lorne. Al Caritas incontrano Merl, un demone che ha informazioni sul Prio Motu, che Angel raggiunge. Il demone si chiama Kamal ed è in compagnia di una ragazza incinta di nome Jo; il vampiro affronta Kamal e gli spezza l'osso del collo.
Jo si arrabbia con Angel perché Kamal stava solo cercando di proteggerla. Si era offerto come suo campione, infatti Cordelia nella visione non percepiva alcun pericolo. Angel si sente in colpa, ha ucciso qualcuno che non lo meritava. Capisce che Merl lo ha ingannato e pretende da lui una spiegazione. Scopre che le Forze dell'Essere vogliono morta la bambina che Jo aspetta, perché diventerà una potente veggente. L'aver ucciso Kamal fa stare male Angel; egli desidera tornare umano realizzando la profezia Shanshu, ma ora ha capito che la strada è ancora lunga. Cordelia gli promette che comunque sarà sempre al suo fianco, finché non realizzerà ciò che desidera.
Jo è in possesso di un medaglione, che Angel affida a Gun chiedendogli di darlo a Wesley, in modo che quest'ultimo lo possa studiare poiché, secondo Kamal, avrebbe salvato Jo. Dei demoni attaccano la ragazza, ma Angel la porta in salvo fino a raggiungere l'Hyperion Hotel, un albergo ormai da tempo abbandonato. È un posto che Angel conosce bene. I demoni li raggiungono e Angel li affronta, dando a Jo il tempo di scappare. Wesley spiega ad Angel che il medaglione va presentato in Tribunale; questo è composto da una giuria soprannaturale che risolve dispute di natura demoniaca. La sentenza del Tribunale è assoluta e incontestabile.
Angel va al Caritas e canta davanti a tutti, dato che Lorne può leggere il futuro e l'aura di una persona solo quando la sente cantare. In questo modo, Lorne scopre dove verrà svolto il processo del Tribunale. Angel vi si reca presentandosi come il campione di Jo. Deve affrontare un demone sfidante: se perderà Jo verrà giustiziata, ma se vincerà la ragazza e la bambina saranno salve. Angel affronta il demone avversario e lo uccide decapitandolo con un colpo di spada. Il Tribunale accetta di proteggere Jo e la bambina, almeno finché questa non avrà raggiunto la maggiore età.
Angel va a trovare Faith in prigione. La ragazza sta attraversando dei momenti difficili in carcere, ma appare decisamente più serena rispetto a prima. Ha imparato a controllare meglio la propria rabbia. Sia lei che Angel sanno che dovranno ancora lavorare sodo per conquistare la redenzione, salvando con pazienza coloro che hanno bisogno di aiuto.
- Guest star: Eliza Dushku (Faith).
- Altri interpreti: Julie Benz (Darla), Christian Kane (Lindsey McDonald), Andy Hallett (Lorne), Stephanie Romanov (Lilah Morgan), Rob Boltin (Johnny Fontaine), Glenn David Calloway (giudice).

## Il demone paranoico
- Titolo originale: Are You Now or Have You Ever Been
- Diretto da: David Semel
- Scritto da: Tim Minear

### Trama
Sia Cordelia che Wesley sono molto sorpresi dalla richiesta di Angel, che incarica i due di fare delle ricerche sull'Hyperion Hotel, il quale vanta 68 camere. Ciò non riguarda nessun caso a cui stanno lavorando, è semplicemente un'iniziativa di Angel. Wesley e Cordelia scoprono che è stato aperto nel 1928, ma è in disuso dal 1979. Nell'albergo accaddero fatti molto strani e macabri: durante l'anno in cui venne costruito, un operaio su suicidò uccidendo due colleghi, e il concierge, armato di pistola, uccise coloro che vi alloggiavano. Ormai è considerato un patrimonio storico, anche perché l'attuale proprietario non ha trovato acquirenti pronti a comprarlo, vista la sfortunata fama di cui gode l'edificio. Nell'osservare una vecchia foto degli archivi, i due amici notano che Angel, nel 1952, fu ospite all'Hyperion Hotel.
Con dei flashback si scopre cosa accadde ad Angel nel periodo in cui era stato ospite nell'hotel. 
Si erano verificati degli strani casi di suicidio, tra coloro che vi alloggiavano. Angel conobbe una ragazza di nome Judy che era perseguitata da un uomo di nome Mulvihill, a suo dire un ex fidanzato molesto, e Angel lo allontanò, ma poi capì che la ragazza aveva mentito: l'uomo era un investigatore privato che dava la caccia a Judy, colpevole di aver rubato un'ingente somma di denaro dalla banca in cui lavorava. Malgrado non lo sembrasse, la madre di Judy era una donna di colore, mentre la ragazza aveva preso dal padre. Per via dei pregiudizi dell'epoca, sarebbe stata mal giudicata se si fosse scoperto e, per evitare che il suo segreto venisse a galla, impulsivamente aveva rubato il denaro per poi scappare. Angel aiutò Judy a nascondere il borsone dei soldi all'interno dell'Hyperion Hotel, mentre tutti iniziavano a diventare sempre più paranoici e collerici. Angel, intuito che un demone si aggirava nell'hotel e che era la causa delle morti misteriose, si rivolse quindi a un commerciante di articoli magici. Comprò il necessario per esorcizzare il demone, ma, prima di poterlo fare, Mulvihill rivelò che Judy era una ladra. Tutti iniziarono a credere che lei fosse coinvolta con le morti che stavano avvenendo nell'albergo e, per salvarsi, diede la colpa ad Angel, il quale venne impiccato nell'Hyperion Hotel. Il vampiro simulò la propria morte, poi decise di andarsene. Il demone che infestava l'Hyperion Hotel si manifestò a lui e gli propose di aiutarlo a punire coloro che alloggiavano lì: Angel rifiutò l'offerta, preferendo andarsene ma dando al demone il permesso di fare di loro ciò che voleva, chiaramente adirato per come Judy lo aveva tradito.
Angel riallaccia la corrente elettrica all'Hyperion Hotel e trova il borsone che lui e Judy avevano nascosto, ci sono ancora tutti i soldi. Angel telefona a Cordelia e Wesley spiegando a entrambi che il demone che infesta l'Hyperion Hotel è ancora lì, si tratta di un Thesulac che si nutre della paranoia. Angel, Gunn, Cordelia e Wesley, all'interno dell'Hyperion Hotel, affrontando il demone, Wesley con un incantesimo gli dà una forma corporea e quindi Angel uccide il Thesulac folgorandolo con l'impianto elettrico dell'Hyperion Hotel.
Angel entra in una delle camere dell'albergo e trova Judy ormai invecchiata, lei aveva continuato a vivere lì per tutto questo tempo, Judy riconosce Angel e gli chiede scusa per come si comportò, lui la perdona e infine Judy muore serenamente. Angel spiega ai suoi amici che vuole comprare l'Hyperion Hotel e farne la nuova sede della Angel Investigations. 
- Altri interpreti: Melissa Marsala (Judy), Tony Amendola (demone Thesulac), Julie Araskog (prostituta), Scott Thompson Baker (attore), Terrence Beasor (uomo anziano), Tommy Hinkley (C. Mulvihill, investigatore privato), Eve Sigall (Judy da anziana).

## Deevak
- Titolo originale: First Impression
- Diretto da: James A. Contner
- Scritto da: Shawn Ryan

### Trama
Angel ultimamente fa dei sogni romantici che coinvolgono lui e Darla, comunque si è trasferito all'Hyperion Hotel che lui e i suoi amici stanno ristrutturando. Intanto Gunn chiede aiuto alla Angel Investigationas, vuole stanare Deevak, un demone che sta prendendo il controllo del suo quartiere, ha ucciso due degli uomini di Gunn. Quest'ultimo, insieme a Angel, Wesley e Cordelia, si incontra con Jameel, un suo informatore, vuole da lui informazioni su Deevak ma non intende dargliele, poi arrivano alcuni vampiri che lavorano per Deevak e a quel punto li affrontano riuscendo a ucciderli con molta fatica, infatti Wesley trova strano che Angel si sia lasciato mettere in difficoltà da dei vampiri non particolarmente forti, infatti Angel è stanco perché a causa dei sogni ricorrenti che fa su Darla non riesce a dormire bene.
Cordelia, mentre è tutta sola a casa sua, ha una visione che vede Gunn in pericolo, Dennis le passa il telefono e lei chiama Angel il quale però, assorto nel proprio sogno, non sente il telefono suonare, quindi Cordelia va da Gunn con la Plymouth di Angel ma scopre che lui non è in pericolo, tuttavia dei delinquenti rubano l'auto di Angel e quindi Gunn decide di aiutare Cordelia a recuperarla.
Intanto Wesley sveglia Angel e i due, in moto, vanno a cercare Cordelia e Gunn i quali hanno trovato l'auto, custodita da Deevak e i suoi vampiri, inoltre Deevak si rivela essere Jameel. Intervengono Angel e Wesley che sconfiggono i vampiri mentre Gunn affronta Deevak avendo la peggio, e proprio quando il demone è sul punto di ucciderlo Angel lo salva e uccide Deevak conficcandogli un'ascia in testa. Adesso Cordelia ha capito cosa la sua visione stava cercando di dirle: il pericolo che Gunn stava affrontando è rappresentato dal suo stesso stile di vita fin troppo violento e pericoloso, da ora Cordelia gli promette che lo terrà d'occhio e che in qualche modo si prenderà cura di lui.
- Altri interpreti: Julie Benz (Darla), Andy Hallett (Lorne), Kelli Kirkland (giovane donna di colore), Chris Babers (Henry), David Herman (David Nabbit), Janet Song (dott. Thomas), Cedrick Terrell (Jameel), Edwin Hodge (Keenan), Lucas Babin (Joey), Alan Shaw (Deevak).
- Nota. Nell'episodio compaiono anche (non accreditati nei titoli) Sam Anderson (Holland Manners), Christian Kane (Lindsey McDonald) e Stephanie Romanov (Lilah Morgan), in immagini riprese da episodi precedenti.

## Non toccarmi!
- Titolo originale: Untouched
- Diretto da: Joss Whedon
- Scritto da: Mere Smith

### Trama
Cordelia convince Angel ad assumere Gunn alla Angel Investigations, intanto Darla si intrufola di nascosto all'Hyperion Hotel usando su Angel (mentre lui dorme) della polvere calynthia, è quella che lo induce a sognarla. Cordelia ha una visione di una ragazza di nome Bethany Chaulk la quale è in pericolo. Bethany in un vicolo viene inseguita da due uomini che vogliono stuprarla ma lei con la forza della mente li uccide scaraventando contro di loro un cassonetto della spazzatura.
Angel cerca di convincerla ad accettare il suo aiuto, è evidente che è una ragazza problematica e spaventata, inoltre possiede l'innato potere della telecinesi. Bethany vive con Lilah, quest'ultima le dà ospitalità nella propria casa, si finge sua amica in modo da convincerla a unirsi alla Wolfram & Hart, tuttavia Manners non è sicuro che assumerla sua una buona idea, infatti pur non negando che Bethany ha delle potenzialità enormi, se la ragazza non imparerà a dominare i propri poteri di fatto non servirà a niente.
Bethany va all'Hyperion Hotel, accetta l'aiuto di Angel il quale le dà ospitalità, Wesley intuisce che la ragazza è stata violentata dal padre. Bethany tenta di sedurre Angel ma lui non intende approfittarsi di lei. Gunn accetta di farsi assumere alla Angel Investigations, inoltre lui e Angel vanno a casa di uno degli uomini che volevano abusare di Bethany e scoprono che erano stati assunti dalla Wolfram & Hart. Mentre Bethany è al luna park con Cordelia, viene rapita dagli uomini della Wolfram & Hart, intervengono Gunn e Angel che la salvano e a quel punto il vampiro le rivela che è stata Lilah ad assoldare quegli uomini affinché minacciassero di abusare di lei.
All'Hyperion Hotel fa la sua comparsa il padre di Bethany, è stata Lilah che ha voluto coinvolgerlo, la ragazza non riesce più a dominare il proprio potere, almeno finché Angel non le dà la forza di trovare il proprio autocontrollo, infine Bethany con la telecinesi scaraventa via suo padre dall'albergo ma senza ucciderlo. Bethany va a casa di Lilah recuperando la propria roba, non vuole avere più nulla a che fare con lei, Lilah le giura che aveva assunto quei malviventi solo per forzarla a usare i suoi poteri in modo da renderla più forte, tuttavia essendo ora più sicura di sé ha capito che Lilah non è una brava persona e decide di andarsene, infine Angel guarda Lilah con un'espressione vittoriosa avendole impedito di impossessarsi di Bethany.
- Altri interpreti: Sam Anderson (Holland Manners), Stephanie Romanov (Lilah Morgan), Julie Benz (Darla), Daisy McCrackin (Bethany Chaulk), Madison Eginton (Bethany bambina), Gareth Williams (mr. Chaulk).

## La trappola
- Titolo originale: Dear Boy
- Diretto da: David Greenwalt
- Scritto da: David Greenwalt

### Trama
Angel continua a pensare a Darla, fa persino sogni a occhi aperti su di lei, intanto Cordelia ha una visione, un demone Thrall che ha plagiato i suoi fedeli inducendoli a combattere gli uni contro gli altri, quindi Angel, accompagnato da Wesley, Cordelia e Gunn va a fermarlo, tuttavia non è stato di grande aiuto, infatti si è accanito contro uno dei fedeli del demone con ingiustificata rabbia, venendo fermato da Wesley, fortunatamente Gunn con un colpo d'ascia uccide il Thrall facendo rinsavire i fedeli.
Darla è tornata in vita come umana, ciò che vuole la Wolfram & Hart è avvalersi del suo aiuto per condizionare Angel e farlo tornare un essere malvagio, Lindsey inizia a provare dell'attrazione nei confronti della donna. Angel sta diventando sempre più incostante, in un albergo sabota un lavoro che gli era stato commissionato da un cliente che desiderava conoscere le infedeltà della moglie, proprio lì incontra Darla da umana, ma lei afferma di non conoscerlo e di chiamarsi DeEtta Kramer e che è sposata con un uomo di nome Stephen.
Wesley e Cordelia rivelano a Gunn che in passato Angel era stato il vampiro più crudele e pericoloso mai esistito, Darla era stata il suo mentore e i due per oltre un secolo seminarono morte ovunque andassero. Angel non ha dubbi che la donna incontrata in albergo fosse Darla, ha riconosciuto il suo odore, Angel la uccise ma ha capito che è tornata in vita. Angel va a casa dei Kramer, in realtà Stephen è solo un attore ingaggiato dalla Wolfram & Hart, loro sanno che Angel è appostato all'esterno della casa.
Si scopre di più sul passato di Angel, ai tempi in cui era ancora Angelus, quando conobbe Drusilla, fu Darla che lo convinse a prenderla di mira, lei e le sue due sorelle erano vergini, ma Angelus capì subito che Drusilla era diversa, lei aveva il dono di vedere il futuro, quest'ultima guardando Angelus la prima volta aveva capito che lui avrebbe tentato di rovinarle la vita. Angelus le uccise la famiglia, Drusilla era in stato di delirio e Angelus, davanti a lei, ebbe un rapporto sessuale con Darla, aveva deciso di non ucciderla ma di generarla in un vampiro perché in questo modo il tormento di Drusilla sarebbe durato in eterno.
Kate è stata tolta dal lavoro di pattuglia, ormai è stata retrocessa a mansioni d'ufficio, tuttavia non rinuncia a voler danneggiare Angel. Intanto un vampiro della Wolfram & Hart uccide Stephen in casa, chiamano la polizia in modo da far ricadere la colpa su Angel, quest'ultimo comunque fa in tempo a rapire Darla. Kate va all'Hyperion Hotel per arrestare Angel ma Gunn riesce a convincerla a desistere facendole notare un dettaglio che lei aveva trascurato: è impossibile che Angel abbia ucciso Stephen in casa perché non era stato invitato a entrare, è stato un piano ben congegnato per incastrarlo.
Angel porta Darla nel luogo dove il Thrall è stato ucciso, i due si baciano con passione ma Angel non si lascia sedurre, Darla trova inconcepibile che lui, pur conoscendo Buffy da poco, abbia sperimentato con lei la vera felicità (quando perse l'anima) una cosa che con Darla non ha mai conosciuto. Angel la mette in guardia, la ucciderà se lei dovesse far del male a qualcuno, inoltre prima o poi anche Darla dovrà fare i conti con il rimorso delle sue numerose colpe.
Kate spiega agli amici di Angel che non accetta quello che loro fanno, la Angel Investigations combatte contro i demoni con troppa superficialità senza preoccuparsi degli innocenti che coinvolgono. Wesley e Cordelia tentano di far capire a Angel che Darla e la Wolfram & Hart rappresentano una minaccia seria, ma lui ne è già consapevole ed è pronto ad affrontare ogni avversità che gli si parerà davanti.
- Altri interpreti: Andy Hallett (Lorne), Elisabeth Röhm (Detective Kate Lockley), Juliet Landau (Drusilla), Christian Kane (Lindsey McDonald), Julie Benz (Darla), Stewart Skelton (Harold Jeakins), Rich Hutchman (Detective Carlson).

## Le apparenze ingannano
- Titolo originale: Guise Will Be Guise
- Diretto da: Krishna Rao
- Scritto da: Jane Espenson

### Trama
Gunn e Angel fanno irruzione alla Wolfram & Hart, il vampiro vuole un confronto con Darla, ma intervengono Wesley e Cordelia che sabotano il loro piano ritenendo che l'amico è diventato troppo impulsivo e sconsiderato. Angel, al Caritas, chiede a Lorne un consiglio su Darla, lui allora gli dà l'indirizzo di T'ish Magev, in effetti Angel lo aveva già sentito nominare, è un famoso swami che potrebbe aiutarlo a fare chiarezza sui propri pensieri.
Intanto Wesley, spacciandosi per Angel accetta di lavorare per Magnus Bryce famoso miliardario che si è arricchito con un network televisivo, in realtà la sua è una nota famiglia di stregoni, vuole protezione per la figlia Virginia, un suo concorrente in affari, Paul Lanier, vuole farla rapire. Wesley riesce più volte a proteggere Virginia dagli scagnozzi di Lanier, tra lei e Wesley c'è dell'attrazione e i due fanno l'amore. Intanto Gunn va a trovare Angel nella casa sul lago di T'ish Magev, quest'ultimo aggredisce Gunn, infatti non è il vero T'ish Magev ma un impostore assoldato da Lanier. Angel salva Gunn e tortura l'impostore il quale ha ucciso il vero T'ish Magev.
Magnus rivela a Virginia che Wesley non è Angel, lo ha scoperto da una sua fonte, quindi viene allontanato. Quando Wesley rivela a Angel che Magnus darà una festa in onore di Yeska, il vampiro gli rivela che lei è un demone Davric, loro accettano vittime sacrificali. Wesley ora ha capito tutto, Magnus vuole dare in sacrificio la figlia a Yeska in modo da rinvigorire la propria magia, Lanier voleva impedire il sacrificio rapendo Virginia in modo che il suo rivale non aumentasse il potere della sua magia.
Virginia durante la festa scopre che sarà la vittima sacrificale, ma arrivano Wesley, Angel, Cordelia e Gunn che affrontano le guardie del corpo di Magnus, tuttavia il rito viene interrotto con l'arrivo di Yeska la quale, guardando Virginia, scopre che lei non è vergine, e dunque non accetta il sacrificio. Magnus credeva ingenuamente che la figlia fosse ancora vergine, infatti Virginia gli confessa che ha perso la propria verginità durante l'adolescenza. Virginia picchia suo padre non volendo avere più niente a che fare con lui avendo capito quanto Magnus è crudele.

## Il ritorno di Darla
- Titolo originale: Darla
- Diretto da: Tim Minear
- Scritto da: Tim Minear

### Trama
Anche se Angel non ha ancora ben chiare le motivazioni che hanno spinto la Wolfram & Hart a voler riportare in vita Darla, è ossessionato dal volerla aiutare, continua a disegnare ritratti della sua ex amante, Angel in realtà non ha idea di quale fosse il suo nome da umana, fu il Maestro a chiamarla così quando lei divenne un vampiro. Darla, nell'appartamento che la Wolfram & Hart le ha assegnato, fa vandalismo mettendo tutto a soqquadro, Lindsey decide di portala in ufficio per aiutarla a calmarsi.
Ormai Lindsey si è infatuato di lei, per qualche strano motivo Darla sembra non stare bene infatti è debole, Darla gli confessa che non ricorda nemmeno quale fosse il suo nome quando era umana, i due si baciano appassionatamente, ma poi Darla lo allontana. Darla con un telefono contatta la Angel Investigations chiedendo aiuto a Angel, successivamente Darla uccide una delle guardie di sicurezza e fugge dall'edificio.
Con dei flashback conosciamo meglio il passato di Darla, era una prostituta che stava per morire di sifilide quando nel 1609 ricevette la visita di un prete che in realtà era il Maestro, egli la generò in un vampiro. Quando a Londra nel 1760, mentre Liam era già diventato un vampiro e scelse di farsi chiamare Angelus, affermandosi ormai come assassino, Darla lo presentò al Maestro che lo invitò a unirsi alla sua setta, l'Ordine di Aurelio, ma lui rifiutò perché il Maestro progettava la distruzione del genere umano quando invece Angelus bramava solo il divertimento, arrivò anche a insultare il Maestro che lo picchiò, ma Angelus non reagì, era divertito all'idea di farlo arrabbiare, e convinse Darla ad abbandonare il Maestro e a seguire lui avendo capito che Darla condivideva le sue idee, in effetti il Maestro le permise di lasciare l'Ordine di Aurelio ma solo perché aveva capito che il legame tra Darla e Angelus non sarebbe durato. Nella Londra del 1880 con Drusilla che si era ormai unita a Angelus e Darla, i tre conobbero William, colui che sarebbe diventato Spike, e da subito Drusilla rimase attratta da William (facendo di lui poi un vampiro). In Romania nel 1989 Darla, Spike e Drusilla uccisero tutti i membri dell'accampamento degli zingari che avevano maledetto Angelus dandogli un'anima cosa che lo spinse ad allontanarsi dal loro gruppo. Tuttavia in Cina nel 1900 durante la Rivolta dei Boxer Angelus tentò di riconciliarsi con i suoi compagni, ormai vedeva in Darla il suo unico punto di riferimento, la convinse a dargli un'altra opportunità ritenendo che anche con un'anima avrebbe potuto essere un vampiro crudele. Angelus però aiutò una coppia sposata con due figli (il più piccolo un neonato) a nascondersi per proteggerli da Darla, quest'ultima aveva notato che il suo amante era cambiato, uccideva solo gente malvagia, quindi Darla stanò la famiglia che Angelus aveva protetto e li uccise, tranne il neonato, voleva che fosse Angelus a uccidere il piccolo, ma lui lo portò in salvo capendo dunque che non poteva più essere una creatura crudele e separandosi definitivamente da Darla.
Angel va da Lindsey e cerca di scoprire da lui dove si trova Darla, ma non è necessario, infatti Lindsey aveva già deciso di rivolgersi a Angel per salvare Darla, rivelandogli dove trovarla, anche perché dopo quello che è successo la Wolfram & Hart la vuole morta. Gli uomini della Wolfram & Hart tentando di far del male alla donna ma interviene Angel che la salva e la porta all'Hyperion Hotel.
Lindsey scopre che la guardia di sicurezza è ancora viva, ora capisce che è stato tutto un inganno orchestrato da Manners, ciò che lui vuole è usare Darla affinché lei corrompa l'animo di Angel. Intanto Darla viene accudita da Angel e i suoi amici, sta sempre peggio ma non vuole vedere nessun dottore, chiede a Angel di generarla, vuole tornare a essere un vampiro perché come umana è obbligata a convivere con il senso di colpa per tutti i suoi crimini, ma anche perché non vuole morire o ammalarsi, desidera nuovamente l'immortalità, supplicandolo di darle lo stesso dono che lei offrì a Angel quando lo generò. Angel si rifiuta di farlo tentando di far capire a Darla che l'umanità è qualcosa di prezioso, e in ogni caso Angel non ritiene che Darla gli fece un dono quando lo generò in un vampiro. Darla si sente tradita dal comportamento di Angel (esattamente come la fece sentite quando lui si rifiutò di uccidere quel neonato) infine Darla lascia l'Hyperion Hotel.

## Il sudario di Rhamon
- Titolo originale: The Shroud of Rhamon
- Diretto da: David Grossman
- Scritto da: Jim Kouf

### Trama
Gunn chiede a Angel di aiutarlo perché il cugino Lester si è messo nei guai, infatti è stato costretto ad accettare un lavoro come autista per un demone di nome E.J. che pianifica un furto con la complicità di un vampiro di nome Jay-Don che Angel e Wesley conoscono di fama, Lester non vuole mettersi nei guai infatti vuole tirarsi fuori. Angel trova Jay-Don alla stazione dei pullman appena arrivano a Los Angeles e a quel punto Angel lo uccide e si spaccia per lui, mentre Gunn finge di essere Lester.
E.J. con l'aiuto di Robert (una guardia che lavora in un museo) pianifica di rubare una reliquia, il Sudario di Rahmon, quindi Angel, Gunn, Robert e E.J. con la complicità di un altro demone, vanno nel museo e rubato il sudario che ha un valore milionario, arrivano poi Cordelia e Wesley per impedire il furto dopo aver scoperto che il Sudario di Rahmon  fa impazzire le persone, anche Kate giunge al museo quando viene avvertita dai colleghi che Angel è coinvolto nel furto.
Il sudario fa impazzire tutti, il demone che aveva aiutato E.J. uccide Robert decapitandolo ma poi muore lui stessi quando E.J. gli spara, inoltre Angel tramortisce Wesley e uccide Kate mordendola al collo. In realtà Kate è ancora viva, Angel le aveva chiesto di fingersi morta per proteggerla, Angel riesce a mantenere parzialmente il proprio autocontrollo infine brucia il sudario annullandone l'effetto e tutti recuperano la loro sanità mentale.

## Diagnosi mortale
- Titolo originale: The Trial
- Diretto da: Bruce Seth Green
- Scritto da: Tim Minear e Douglas Petrie

### Trama
Cordelia è sempre più stufa del comportamento di Angel, ossessionato da Darla al punto da diventare sempre più distante. Gunn riesce a trovare la donna, sta alloggiando in un modesto motel di un quartiere malfamato. Vi si reca con Angel, ma la Wolfram & Hart li anticipa e Darla viene condotta allo studio legale. Non hanno intenzione di farle del male, ma Manners e Lindsey le danno una cattiva notizia.
Più tardi, Angel trova Darla all'esterno di un bar. Lei gli confessa di essere gravemente malata, le resta poco da vivere. Il vampiro non vuole crederci, dando per scontato che sia un inganno della Wolfram & Hart. Si reca nell'appartamento di Lindsey, il quale gli dà il permesso di entrare e gli mostra le cartelle cliniche di Darla, che confermano la veridicità sulle sue pessime condizioni di salute. La donna sta infatti per morire per una cardiopatia sifilitica, contratta da umana quando era una prostituta. Dopo essere diventata un vampiro, la sifilide non poteva più ucciderla, ma ora che è umana la malattia è riemersa. Con la medicina moderna può essere curata con relativa facilità, ma quella di Darla è ad uno stadio avanzato di secoli, ed è incurabile. Lindsey chiede ad Angel di generarla in un vampiro, solo così potrà salvarla. Angel ha capito che Lindsey si è innamorato di lei, ma non intende fare di Darla un vampiro e tenta di convincere Lindsey che, se ciò accadesse, Darla non sarebbe capace di amare nessuno, divenendo un'assassina spietata.
Angel porta Darla al Caritas, dove lei si mette a cantare per Lorne, il quale decide di aiutarli. Lo indirizza da un uomo che si trova in un luogo al quale si può accedere da una piscina vuota. Angel e Darla vi saltano dentro, venendo catapultati in un tempio, in cui una guida accetta di guarire Darla dalla sifilide.  In cambio, Angel dovrà superare tre prove.
Con dei flashback risalenti al passato di Angel e Darla, nella Francia del 1765, si vedono i due vampiri fuggire da Daniel Holtz, il quale perseguitava entrambi. Si trattava di un cacciatore di vampiri che Angelus temeva molto. Lui e Darla si rifugiarono in un fienile, a cui Holtz e i suoi uomini appiccarono il fuoco. Angelus era pronto ad affrontarli anche a costo della vita, ma Darla era invece fuggita, usando proprio Angelus come diversivo.
Nel presente, la prima prova consiste nel superare la soglia di un cancello protetto da un demone guerriero. Angel lo affronta e sconfigge tagliandolo in due con una spada, potendo così superare la soglia e portare a compimento la prova. 
La seconda prova prevede che Angel, senza camicia e scarpe, apra la porta alla fine di un corridoio con le pareti e il pavimento tappezzati di croci, roventi per i vampiri. Angel supera la prova trovando la chiave della porta dentro dell'acqua santa, rischiando di rimetterci la mano.
Viene poi incatenato e la guida si appresta a ucciderlo con dei paletti, ma è necessario che Angel dia il suo consenso; per salvare la vita di Darla dalla sifilide, è indispensabile che Angel dia in cambio la sua. Angel accetta, ma la guida gli fa notare che lui è un eroe e, in vita, Angel salverebbe molte altre vite, mentre Darla ormai non è più capace di provvedere nemmeno alle proprie necessità. Angel accetta il sacrificio. La guida però gli risparmia la vita, perché Angel senza saperlo ha superato la terza prova. 
La guida si appresta a guarire Darla, ma non gli è possibile. Salvarla dalla sifilide equivarrebbe a darle una seconda possibilità, ma di fatto lei ne ha già avuta una quando è stata resuscitata dalla Wolfram & Hart. Non può essere salvata una terza volta.
Angel accetta di generarla in un vampiro. Possedendo un'anima, esiste la possibilità che, generandola, Darla a sua volta potrebbe conservare la propria. Darla però non vuole. Ammette che, a ruoli invertiti, 
lei non avrebbe fatto niente per aiutarlo. Ciò la spinge ad apprezzare ancora di più tutto quello che Angel ha fatto per salvarla, nessuno si era preoccupato per lei come ha fatto lui, e di conseguenza si ritiene soddisfatta. Angel le promette che le resterà accanto fino a quando non giungerà la sua morte, ma poi arrivano Lindsey e gli uomini della Wolfram & Hart che immobilizzano Angel. Lindsey ha portato con sé Drusilla, che genera Darla in un vampiro davanti ad Angel.

## L'ultima degustazione
- Titolo originale: Reunion
- Diretto da: James A. Contner
- Scritto da: Tim Minear e Shawn Ryan

### Trama
Darla viene portata in un vivaio, Angel adirato per non aver impedito a Drusilla di innescare la trasformazione di Darla in un vampiro, cerca almeno di ucciderla prima che il processo giunga al termine, affronta Drusilla ma è troppo tardi, Darla diventa un vampiro. In un primo momento Darla e Drusilla si affrontano ma poi decidono di divertirsi insieme, dando sfogo ai loro impulsi omicidi in una boutique.
Angel decide di andare alla Wolfram & Hart, e sebbene Gunn, Wesley e Cordelia non sono d'accordo con i suoi metodi, lo seguono, tuttavia Cordelia ha una visione, un ragazzo a breve farà un'evocazione demoniaca suicidandosi; benché Angel volesse evitare questo contrattempo, raggiunge il ragazzo prima che egli si tolga la vita impedendogli di evocare il demone, però questo per lui è stato solo un fastidio, decidendo di andare alla Wolfram & Hart da solo.
Angel raggiunge lo studio legale ma Manners non si lascia intimorire, sa che Angel a causa della sua etica morale non gli farà del male, gli avvocati fanno chiamare la polizia che arresta Angel, tuttavia Kate lo lascia libero chiedendogli di fermare al suo posto Darla e Drusilla. Angel va alla boutique e vede che c'è una sopravvissuta, si era nascosta in uno sgabuzzino, è terrorizzata, lei rivela a Angel di aver sentito Darla e Drusilla parlare di una degustazione, memore che quando era andato alla Wolfram & Hart Manners gli aveva parlato della degustazione di vini che aveva in mente di organizzare nella sua villa.
Proprio nella villa di Manners lui e gli associati che ha invitato, tra cui Lindsey e Lilah, si compiacciono per gli ottimi risultati che stanno ottenendo, ma poi sopraggiungono Darla e Drusilla, è stata la moglie di Manners a invitarle a entrare. Gli associati sono visibilmente spaventati, tranne Lindsey, a quel punto Manners tenta goffamente di convincere Darla e Drusilla a mantenere la calma, con la promessa che metteranno le risorse della Wolfram & Hart a loro disposizione ma i due vampiri non vogliono un'alleanza con lo studio legale perché in fondo sono consapevoli che ciò a cui mirano è solo manipolarle, infatti è ovvio che entrambe hanno cattive intenzioni. Fa poi la sua comparsa Angel, la moglie di Manners che era gravemente ferita dopo che Darla e Drusilla l'avevano aggredita ha invitato il vampiro a entrare nella villa.
Angel mette in chiaro con Darla e Drusilla che riuscirà a fermale, ma non adesso, non intende aiutare gli avvocati della Wolfram & Hart, Lilah e Manners tentano di convincerlo a salvarli, ma lui va via chiudendo la porta dando il permesso a Drusilla e Darla di ucciderli tutti. Quando all'Hyperion Hotel racconta quello che ha fatto ai suoi amici loro faticano a celare la delusione che provano, sono consapevoli che in fondo gli associati della Wolfram & Hart sono morti per colpa delle loro stesse azioni, ma Angel avrebbe dovuto aiutarli invece che giudicarli per via dell'astio che nutriva nei loro confronti, negli ultimi tempi Angel è diventato freddo e irragionevole e non sono più disposti ad accettarlo. Angel li licenzia avendo capito che Wesley, Cordelia e Gunn sono l'unico legame con la sua umanità, e dunque per lui sono solo un intralcio.

## Solo contro tutti
- Titolo originale: Redefinition
- Diretto da: Michael Grossman
- Scritto da: Mere Smith

### Trama
Lindsey e Lilah sono gli unici che Darla e Drusilla hanno deciso di risparmiare, il motivo per cui Darla non voleva più collaborare con la Wolfram & Hart era dovuto al fatto che lo studio legale voleva servirsi di lei, ma adesso propone una collaborazione paritaria, lei e Drusilla vogliono conquistare Los Angeles di conseguenza Lindsey e Lilah potranno avere il controllo della Wolfram & Hart mentre i Darla e Drusilla avranno il dominio sulla comunità demoniaca.
Wesley si sente smarrito ora che non lavora più per la Angel Investigations, e lo stesso vale per Cordelia e Gunn, tuttavia Virginia lo convince a non demoralizzarsi, lei è convinta che Wesley abbia delle grandi capacità che non ha ancora usato appieno. Angel intanto minaccia di uccidere Merl affogandolo se lui non gli darà delle informazioni su Drusilla e Darla, a quel punto il demone gli rivela che le due vampire stanno reclutando dei demoni.
Lilah e Lindsey sono consapevoli che, come unici sopravvissuti del massacro, i dirigenti della Wolfram & Hart daranno la promozione a vice direttore a uno solo di loro mentre l'altro sarà il capro espiatorio a cui daranno la colpa del fallimento e che quindi sarà condannato a morte. Lilah tenta di convincere Lindsey a scappare con lei, ruberanno dei documento compromettenti sullo studio in modo da usarli a loro vantaggio così avranno la certezza che non li perseguiteranno, ma Lindsey ha capito che era solo un modo per manipolarlo così che la Wolfram & Hart si accanisca solo contro di lui, infatti non cade nel tranello.
Mentre Gunn, Wesley e Cordelia sono al Caritas quest'ultima ha una visione, una ragazza viene rapita da un demone, i tre vanno a salvarla infine Gunn uccide il demone. Intanto i dirigenti della Wolfram & Hart decidono di risparmiare la vita sia a Lilah che a Lindsey, benché entrambi abbiano collezionato solo fallimenti preferiscono, almeno per ora, dare la promozione a vice presidente a tutti e due.
Darla e Drusilla si presentano ai demoni offrendo loro l'opportunità di unirsi al loro gruppo, con la promessa che perpetueranno morte e distruzione senza limitazioni. Dieci demoni accettano la loro offerta, ma nel magazzino dove si danno appuntamento Angel li uccide tutti, e infine dà fuoco all'edificio, Drusilla e Darla rischiano di bruciare vive ma quest'ultima con un martello distrugge un idrante in modo che il getto d'acqua spenga il fuoco. Wesley va a trovare Angel all'Hyperion Hotel spiegandogli che, aiutato da Gunn e Cordelia, riaprirà la Angel Investigations, anche senza di lui vogliono combattere, ma solo le battaglie giuste.

## Denaro sporco
- Titolo originale: Blood Money
- Diretto da: R.D. Price
- Scritto da: Mere Smith e Shawn Ryan

### Trama
Angel, ossessionato dalla sua crociata contro la Wolfram & Hart, indaga su Anne, responsabile di un ricovero per ragazzi indigenti, infatti Merl rivela al vampiro che Lindsey ha aiutato Anne pro bono ad assegnare all'associazione il centro per ospitare i ragazzi. Mentre Lilah è in auto scopre che Angel è nel sedile posteriore, si mette a minacciarla promettendole che troverà il modo di rovinarla.
Boone, un demone che in passato aveva affrontato Angel in un combattimento che venne interrotto, ansioso di portare a termine la loro sfida, chiede a Merl come arrivare a lui, quest'ultimo gli spiega che ormai Lindsey e Lilah sono nelle mire del vampiro, quindi Boone si rivolge ai due avvocati chiedendo il loro aiuto, con la promessa che ucciderà Angel. Lilah non ritiene una buona idea accettare l'aiuto di Boone anche perché i Soci Anziani vogliono che Angel rimanga vivo, ma Lindsey le propone di agire di loro iniziativa, ormai Angel non segue più regole, è diventato più pericoloso di prima, ucciderlo è il solo modo per garantire la propria sicurezza e quella di Lilah.
Intanto Cordelia ha una visione, un mostro enorme si aggira nelle fogne, quindi Gunn e Wesley vanno a stanarlo e, seppur con non poche difficoltà, riescono a ucciderlo. La Wolfram & Hart vuole organizzare una festa di beneficenza per raccogliere fondi in modo da aiutare il centro di accoglienza, Angel però mette in guardia Anne perché lo studio legale terrà per sé gran parte della cifra raccolta, mentre la percentuale che spetterà a Anne verrà dimezzata dalle spese e dalle detrazioni.
Alla festa di beneficenza Angel fa la sua apparizione, interviene Boone che lo affronta, intanto Anne passa dalla parte di Angel, il quale le ha consegnato un filmato che a suo dire incastra gli avvocati sulle prove riguardanti i loro illeciti, quindi Lilah e Lindsey tentano di impedirle di mostrare a tutti il filmato ma non ci riescono, tuttavia era solo un inganno, infatti era soltanto un video che Wesley e Cordelia avevano girato per divertimento. Angel voleva solo attirare l'attenzione di Lilah e Lindsey permettendo a Boone di rubare i soldi, lui e Angel si erano segretamente alleati.
Lilah e Lindsey vengono rimproverati dai loro superiori, la Wolfram & Hart è stata umiliata pubblicamente, inoltre volevano pagare un demone per uccidere Angel benché sia nelle intenzioni dei Soci Anziani che il vampiro rimanga in vita. Lindsey a quel punto si arrabbia, infatti ora pretende delle spiegazioni, Angel non ha fatto altro che ostacolare la Wolfram & Hart eppure si ostinano a non volerlo uccidere, infatti non ne capisce il senso. A quel punto Lindsey e Lilah vengono informati del vero piano dei Soci Anziani: dare vita alla loro Apocalisse, ma diverse profezie preannunciano che Angel, il vampiro con l'anima, avrà un ruolo cruciale nella realizzazione dell'Apocalisse preannunciata, l'unica cosa che non è mai stata chiarita è se lui tenterà di fermarla o se la causerà il vampiro stesso, è per questo che la Wolfram & Hart non lo vuole morto, addirittura vogliono farlo passare dalla loro parte, e se dovesse uccidere Lilah e Lindsey sarebbe solo la prova che il male lo sta corrompendo, e ciò andrebbe a vantaggio della Wolfram & Hart di conseguenza i due avvocati sono sacrificabili.
Angel, all'Hyperion Hotel, riceve la visita di Boone, egli vuole ancora sfidarlo, mette in palio i soldi rubati alla raccolta di beneficenza. Angel sconfigge Boone appropriandosi così del denaro, e lo consegna a Anne in modo che possa usarlo per sovvenzionare il centro di accoglienza, l'unica avvertenza che le dà e di far sì che la Wolfram & Hart non lo venga a sapere.
- Altri interpreti: Julia Lee (Anne)

- Nota. Il personaggio di Anne viene ripreso dalla serie Buffy l'ammazzavampiri. Si tratta della ragazza senza nome, che facendosi chiamare Chantarelle, faceva parte di una setta adoratrice di vampiri; è apparsa in un episodio della seconda stagione di Buffy (La verità fa male) e riapparsa nel primo episodio della terza stagione (Identità segreta), col nome Lily; viene nuovamente salvata da Buffy, e alla fine dell'episodio le chiede di poter usare il nome Anne, il secondo nome della cacciatrice. In questo episodio si vede l'evoluzione del personaggio: da ragazza insicura di sé, priva di carattere e incapace di badare a sé, è diventata direttrice di una casa famiglia. Diventa un personaggio ricorrente in Angel, in cui si scopre la sua amicizia con Gunn; il personaggio, apparirà in due successive occasioni: nell'episodio Il quartiere di Gunn di questa stagione, e nell'ultimo episodio della serie (Non svaniremo).

## Il mondo finirà
- Titolo originale: Happy Hanniversary
- Diretto da: Bill L. Norton
- Scritto da: David Greenwalt

### Trama
Angel ormai vive all'Hyperion Hotel in piena solitudine, arriva Lorne che gli chiede aiuto, stando a quanto dice il mondo finirà di esistere tra un giorno, al Caritas era giunto un ragazzo che cantando aveva permesso a Lorne di percepirne l'aura e il destino, avvertendo il pericolo imminente. Il ragazzo in questione è uno studente del dipartimento di fisica dell'università che frequenta, sta studiano un meccanismo teorico che consiste nell'isolare il tempo in uno spazio circoscritto e bloccarlo indipendentemente dalla realtà che lo circonda.
Angel e Lorne vanno in un bar per scoprire delle informazioni, e infatti Lorne sente il barista cantare dato che conosce il ragazzo, Lorne così scopre in quale università studia, lui e Angel vanno lì, guardano le foto degli annuari scolastici e trovano quella dello studente che stavano cercando. Angel, fingendo di voler fare una donazione in denaro all'università, scopre che il ragazzo si chiama Gene e che lavora nella facoltà di fisica.
Wesley, Cordelia e Gunn trovano un nuovo ufficio per la Angel Investigations, tuttavia oltre ad aiutare le persone tramite le visioni di Cordelia, hanno anche bisogno di una clientela che possa pagarli. Virginia trova per loro in lavoro ben retribuito, una benestante famiglia ha un demone che infesta la loro villa. Wesley e i suoi amici uccidono il demone oltre a scoprire chi lo aveva evocato per ottenere potere sul patrimonio di famiglia.
Gene non riesce a isolare la bolla temporale con l'acceleratore di particelle, ma a sua insaputa dei demoni modificano l'equazione su cui Gene stava lavorando, e lui capisce come risolvere il problema, riuscendo a generare una bolla dove il tempo è immobile. Sopraffatto dalla felicità corre a raccontarlo alla sua fidanzata Denise ma senza farsi notare da lei la sente parlare con un'amica alla quale confessa che lascerà Gene, pur tenendo a lui è un solitario, percepisce la loro come una relazione disfunzionale, farà l'amore con lui un'ultima volta e poi lo lascerà.
Lorne e Angel vengono attaccati da dei demoni, gli stessi che hanno aiutato Gene a portare a termine il suo esperimento, Lorne li riconosce, sono dei Lubber, i quali attendono da sempre il loro prescelto che li aiuterà a porre fine al genere umano, chiaramente vedono in Gene il prescelto, vogliono usare le sue ricerche per portare l'umanità alla caduta. Angel chiede qualche informazione a un collega di Gene al dipartimento di fisica, scoprendo che se la bolla temporale non si contiene, tutto il flusso del tempo si bloccherà, quindi Lorne e Angel comprendono che i Lobber vogliono usare l'acceleratore di particelle di Gene per fermare totalmente il tempo. Lorne non è molto contento di vedere Angel così aggressivo, ora che non ha più amici si è isolato, invece che aiutare le persone si limita a punire i criminali, lui ammette che con tutti i tentativi della Wolfram & Hart si danneggiarlo e il fallimento nell'aiutare Darla, è diventati più cinico, ha allontanato i suoi amici perché sentiva che loro non potevano più capirlo.
Denise va a trovare Gene a casa sua, i due fanno l'amore e Gene ne approfitta per azionare l'acceleratore di particelle, quello che vuole è creare una bolla dove lui e Denise rimarranno bloccati per sempre ignorando la realtà circostante, ma i Lubber manomettono la macchina in modo che tutto il tempo si congeli, sennonché Angel sconfigge i demone e stacca l'alimentatore dell'acceleratore di particelle annullando la bolla temporale e facendo nuovamente scorrere il tempo.
Wesley, Gunn e Cordelia organizzano una festa nell'ufficio della Angel Investigations, ormai sentono di poter lavorare forti della loro indipendenza, non hanno più bisogno di Angel. Intanto Gene, mortificato dopo aver saputo da Lorne e Angel che dei demoni lo stavano manipolando a sua insaputa per annientare il genere umano, porge a entrambi le sue scuse, Denise lo ha lasciato, lui non voleva perderla: Lorne gli fa capire che le relazioni affettive si focalizzano sul cambiamento, l'immobilità avrebbe tolto ogni significato al loro amore. Dopo quello che è accaduto Angel torna a essere più emotivo, rendendosi conto che probabilmente ha fatto uno sbaglio ad abbandonare i suoi amici.

## Il quartiere di Gunn
- Titolo originale: The Thin Dead Line
- Diretto da: Scott McGinnis
- Scritto da: Jim Kouf e Shawn Ryan

### Trama
Angel chiede a Merl se è venuto a conoscenza di qualche nuova informazione sulla Wolfram & Hart, il demone in effetti ha scoperto che lo studio legale a breve accoglierà una persona, qualcuno di estremamente importate, tuttavia Merl specifica che non intende più aiutarlo accusando Angel di essersi trasformato in un egoista, tanto che ormai il vampiro sta trascurando i suoi amici.
Francine Sharp, un'amica di Virginia, chiede alla Angel Investigations di aiutare sua figlia Stephanie, è stata morsa da un demone e ora, dietro la testa, ha un terzo occhio, tuttavia anche Anne (che infatti è una vecchia amica di Gunn) gli chiede aiuto, dei poliziotti violenti stanno terrorizzando i ragazzi che chiedono rifugio nel centro di accoglienza, con l'abuso di potere stanno controllando tutto il quartiere. Gunn ormai non gode più di buona reputazione nel quartiere dato che dedica più tempo alla Angel Investigations, tuttavia accetta di aiutarli. Un poliziotto di nome Peter Harkes attacca Angel, il vampiro lo picchia ma Harkes non accusa i suoi colpi, Angel lo decapita con un calcio scoprendo che Harkes è uno zombie.
Angel chiede aiuto a Kate e i due scoprono che Harkes era già morto, vanno al cimitero constatando che in alcune tombe di poliziotto deceduti, i corpi sono stati dissotterrati. Intanto un poliziotto spara a Wesley, a quel punto Gunn lo soccorre, fa chiamare un'ambulanza ma i poliziotti non gli permettono di portalo in ospedale, quindi Gunn porta Wesley nel rifugio di Anne, l'edificio però viene attaccato dagli agenti di polizia.
Angel e Kate vanno al dipartimento che è sotto la guida del capitano Atkinson, il vampiro scopre che tramite la magia nera Atkinson ha riportato in vita i poliziotti come zombie e che ora stanno tenendo sotto controllo la criminalità nel quartiere usando la violenza senza autocontrollo. Angel sconfigge Atkinson e spezza l'incantesimo, i poliziotti che stavano attaccando il centro di accoglienza ora tornano a essere dei semplici cadaveri.
Kate fa notare a Angel che, comunque, prima che Atkinson usasse la magia nera per trasformare quei morti in zombie, il quartiere era pervaso dal crimine, e che adesso tornerà tutto come prima, di conseguenza i criminali torneranno a riprendere il controllo di quelle strade. Wesley viene ricoverato in ospedale, Angel voleva fargli visita ma Cordelia glielo vieta, non trovando corretto che Angel voglia vedere Wesley solo perché quest'ultimo era in pericolo di vita, non è il tipo di amicizia di cui hanno bisogno.
- Altri interpreti: Julia Lee (Anne)

## Un viaggio di sola andata
- Titolo originale: Reprise
- Diretto da: James Whitmore Jr.
- Scritto da: Tim Minear

### Trama
Angel impedisce a due uomini di sacrificare delle capre in un rito che era stato ordinato dalla Wolfram & Hart, quando poi il vampiro va al Caritas, Lorne gli spiega che questi riti che stanno facendo non hanno alcuna importanza, servono solo a far credere ai Soci Anziani che lo studio sta svolgendo il proprio lavoro con impegno, avendo saputo che è prevista la verifica che avviene ogni 75 anni dove uno dei Soci Anziani apparirà per valutare il rendimento del personale. Lorne menziona un oggetto chiamato Anello di Blacknill ma soprattutto pronuncia le parole "Ufficio Principale" il luogo in cui probabilmente dimorano i Soci Anziani.
Wesley, dopo il colpo di pistola, dovrà rimanere per un po' su una sedia a rotelle, lui e i suoi amici liberano Stephanie dal terzo occhio, tuttavia Francine in maniera meschina si rifiuta di pagarli. Come se non bastasse Virginia lascia Wesley, non accetta il suo stile di vita troppo pericoloso. Anche Kate non se la passa bene, Atkinson ha deciso di fargliela pagare chiedendo a una commissione disciplinare di mandarla via dal dipartimento, di fatto Atkinson è intoccabile perché non ci sono prove che lui avesse usato la magia nera.
Drusilla lascia Los Angeles, comunque ha chiesto a Lindsey di accudire Darla, infatti l'avvocato le dà ospitalità nel proprio appartamento, mentre lui si fa la doccia Darla legge alcuni documento di Lindsey scoprendo dell'imminente arrivo di uno dei Soci Anziani. Angel va da Denver, il commerciante del negozio di occulto a cui si era rivolto nel 1952 per esorcizzare l'Hyperion Hotel (ormai è invecchiato) e gli chiede delle informazioni sull'Anello di Blacknill, a quel punto facendo delle ricerche scopre che il Socio Anziano probabilmente apparirà sulla Terra assumendo le sembianze di un demone Kleynach, questi demoni vengono spesso manovrati dalle forze oscure quando hanno bisogno di un corpo per materializzarsi nel mondo terreno, il demone porterà al dito l'Anello di Blacknill che ha il potere di aprire un varco tra due dimensioni.
Angel deduce che se si impossessasse dell'Anello di Blacknill potrebbe raggiungere l'Ufficio Principale dal quale il Socio Anziano arriverà, Denver lo mette però in guardia, l'Ufficio Principale è probabilmente una dimensione infernale, ma Angel è disposto ad andarci, e quando sarà lì ucciderà tutti i Soci Anziani. Denver consegna a Angel un guanto magico, venne usato da un cavaliere per uccidere i Kleynack, indossandolo dovrà afferrare il demone per la gola, solo così lo ucciderà. Purtroppo arriva Darla che uccide Denver e ruba il guanto.
Negli uffici della Wolfram & Hart gli associati si preparano ad accogliere il Socio Anziano, Lilah si fa accompagnare da delle guardie del corpo, ma Angel li mette al tappeto e la costringe a fargli strada. Darla e lì, a quel punto Angel le toglie il guanto e lo indossa lui stesso, Darla fugge grazie all'intervento di Lindsey mentre il Socio Anziano si manifesta nel corpo del demone Kleynach attraverso l'Anello di Blacknill, in quel momento Angel si lancia contro di lui e con il guanto lo afferra al collo disintegrando il corpo del demone e impossessandosi dell'anello, Angel infrange la vetrata e cade ai piedi dell'edificio.
Angel indossa l'Anello di Blacknill e ad un tratto appare un ascensore con dentro Manners, il suo contratto di lavoro prevede che lui debba servire i Soci Anziani anche se non è più vivo, Angel entra nell'ascensore e Manners spinge il pulsante per raggiungere l'Ufficio Principale affermando che sarà un viaggio di sola andata, Angel si prepara a stanare i Soci Anziani e ucciderli ma quando l'ascensore raggiunge la destinazione torna al punto di partenza: Manners gli spiega che l'Ufficio Principale non esiste, i Soci Anziani sono antichissimi, anche prima di fondare la Wolfram & Hart esercitavano la loro influenza sul mondo in altre forme, sono diventati così potenti che ormai sono un tutt'uno con il male stesso il quale alberga in ogni essere umano, i Soci Anziani esisteranno per sempre, Angel non aveva mai avuto nessuna speranza di sconfiggerli.
Francine telefona a Cordelia chiedendole di raggiungerla a casa, ha cambiato idea e vuole pagarla con un assegno circolare, ma in realtà Francine è stata costretta a telefonarle dietro la minaccia di un demone che comunque la uccide spezzandole l'osso del collo in attesa che arrivi Cordelia per tenderle una trappola. Kate ha perso il lavoro, torna a casa e si imbottisce di farmaci, telefona a Angel per dirgli che intende togliersi la vita ma che, a dispetto delle loro diatribe, non lo reputa responsabile delle sue disavventure.
Angel, totalmente demoralizzato, torna all'Hyperion Hotel, ascolta il messaggio che Kate gli ha lasciato in segreteria mostrando indifferenza, poi in camera da letto dove trova Darla ad attenderlo, Angel non controllando più la sua rabbia la bacia e i due fanno sesso.

## Il grande premio
- Titolo originale: Epiphany
- Diretto da: Thomas J. Wright
- Scritto da: Tim Minear

### Trama
Darla è compiaciuta, dando per scontato che Angel, facendo sesso con lei, abbia perso nuovamente la sua anima avendo raggiunto la perfetta felicità, ma poi avverte ancora in lui l'anima, Angel ha solo provato un senso di frustrazione mentre faceva sesso con lei, desiderava aiutare Darla e ha fallito, ma ormai lo accetta con maggior serenità. Memore che Kate vuole togliersi la vita con i barbiturici, va nell'appartamento dell'amica la quale è priva di sensi, la mette sotto la doccia aiutandola a riprendere coscienza.
Cordelia raggiunge la casa degli Sharp e a quel punto i demoni Skilosh la sequestrano, vogliono vendicarsi su di lei, ma anche su Wesley e Gunn, colpevoli di aver ucciso la loro progenia, cioè il terzo occhio con cui avevano infettato Stephanie che avrebbe generato un nuovo demone della loro stirpe. Gli Skilosh generano un terzo occhio dietro la testa di Cordelia, intanto alcuni di loro vanno nell'appartamento di Wesley, ma lui e Angel li uccidono, il vampiro era arrivato in aiuto di Wesley dopo aver saputo da Lorne che era in pericolo.
Darla va nell'appartamento di Lindsey e gli dà l'Anello di Blacknill che Angel aveva rubato, Lindsey è fuori di sé dalla rabbia dato che Darla si è concessa a Angel. Proprio quando il vampiro stava andando a casa degli Sharp per salvare Cordelia, arriva Lindsey che lo colpisce violentemente con un martello, ma proprio quando stava per ucciderlo con un paletto, Angel reagisce riuscendo a sopraffarlo, facendogli notare che proietta su di lui la rabbia per non aver ottenuto l'amore di Darla, accusando Lindsey di aver preso le scelte sbagliate. Angel, raggiunge la casa degli Sharp e sconfigge i demoni Skilosh che avevano preso in ostaggio anche Gunn e Wesley, quest'ultimo poi con una polvere magica elimina il terzo occhio dietro la testa di Cordelia.
Kate e Angel, il giorno dopo, conversano amichevolmente, adesso che il vampiro le ha salvato la vita lei vuole interpretarlo come una seconda possibilità, anche perché Angel le fa capire che Kate ha trascorso troppo tempo ad autoconvincersi che essere un poliziotto sia l'unica cosa che può fare. Angel le confessa che ha bramato la propria redenzione in maniera ossessiva, come se fosse una sorta di ricompensa, ma ora ha capito che l'altruismo non deve essere motivato dal desiderio di ricevere qualcosa in cambio, e che in un mondo dove pervade l'ingiustizia un gesto di generosità è ancora più prezioso. Kate gli fa notare un particolare a cui Angel non aveva prestato molta attenzione: lui l'aveva salvata entrando nel suo appartamento, ma Kate sorprendentemente non lo aveva mai invitato a entrare in casa sua, ciò sembra confermare che Angel opera veramente dietro il volere di un potere superiore.
Angel va a trovare Gunn, Cordelia e Wesley chiedendo ai tre di tornare a lavorare insieme a lui, tuttavia a Angel non interessa più essere l'amministratore della Angel Investigations, ora vuole un rapporto più paritario, anche a costo di lavorare alle loro dipendenze.

## Vecchie amiche
- Titolo originale: Disharmony
- Diretto da: Frederick Keller
- Scritto da: David Fury

### Trama
Ora è Wesley a capo della Angel Investigations, e benché abbia accettato di reintegrare Angel nell'agenzia chiarisce con il vampiro che da ora si aspetta da lui un condotta diversa, Angel deve imparare a essere più umile ed empatico. Cordelia però non è molto felice del ritorno di Angel, non perde occasione per provocarlo, si è sentita tradita per come l'aveva trattata.
Cordelia ha una visione, alcuni vampiri stanno aggredendo delle persone, indossano dei mantelli, quindi Angel, Gunn e Wesley riescono a salvarli sconfiggendo i vampiri. Harmony Kendall, amica di Cordelia dai tempi in cui studiavano al liceo di Sunnydale, arriva a Los Angeles, Cordelia le dà ospitalità in casa sua, Willow al telefono le rivela che ormai Harmony è un vampiro, quest'ultima però non intende fare del male all'amica, si sente smarrita e vuole dare un senso alla propria vita, quindi Cordelia la assuma alla Angel Investigations.
Intanto Cordelia facendo delle ricerche scopre che i vampiri vestiti con i mantelli fanno parte di un gruppo guidato da Doug Sanders, un motivatore ricercato dall'FBI, il loro gruppo si sta allargando perché, piuttosto che nutrirsi delle loro vittime, preferiscono generarle in vampiri, mentre i pochi umani che catturano li tengono prigionieri come fonte di nutrimento. Harmony è felice di lavorare alla Angel Investigations, benché gli amici di Cordelia non condividano la sua scelta, Angel cerca di farla ragionare, Harmony è una creatura crudele, è semplicemente la sua natura. Cordelia non accetta critiche da parte sua, lui ha un'anima ma questo non gli ha impedito di trattare male i suoi amici, confessandogli che la sua più grande paura era che Darla lo trasformasse nuovamente in Angelus.
Trovato il covo di Doug, la Angel Investigations manda Harmony sotto copertura, ma lei li tradisce preferendo passare dalla parte di Doug, tuttavia Angel, Gunn, Wesley e Cordelia affrontano i vampiri riuscendo a batterli e liberano gli ostaggi che erano prigionieri. Angel uccide Doug decapitandolo con un'ascia, mentre Cordelia, armata di balestra, minaccia di morte di Harmony, ormai ha capito che lei non è più la sua amica e le intima di non tornare più a Los Angeles. Dopo quanto accaduto Angel e Cordelia finalmente si riconciliano.
- Altri interpreti: Mercedes McNab (Harmony Kendall), Andy Hallett (Lorne), Alyson Hannigan (Willow Rosenberg), Pat Healy (Doug Sanders).

## Vicolo cieco
- Titolo originale: Dead End
- Diretto da: James A. Contner
- Scritto da: David Greenwalt

### Trama
I dirigenti della Wolfram & Hart devono decidere a chi affidare permanentemente la posizione di vice direttore tra Lindsey e Lilah, colui che sarà escluso verrà invece eliminato, in effetti Lindsey sta svolgendo un ottimo lavoro negli ultimi tempi ottenendo buoni risultati, ormai Lilah si sente sempre più minacciata. La Wolfram & Hart manda Lindsey in una clinica di loro fiducia, la Fairfield Clinic, dove tramite un'operazione chirurgica a Lindsey viene trapiantata una nuova mano, anche tramite la mediazione di un demone che è apparso nella sala operatoria.
Cordelia ha una visione, un uomo mentre era insieme alla famiglia, si è ferito a un occhio impugnando con la mano un coltello, era come se non avesse più controllo della sua stessa mano. Cordelia si sente male, affrontare questa visione è stato molto difficile per lei. Lindsey senza rendersene conto scrive ripetutamente la stessa parola con una penna tramite la sua mano trapiantata, "Uccidi" (Kill). Angel e i suoi amici vanno al Caritas e vedono Lindsey cantare mentre suona la chitarra, Lorne infatti confessa a Angel che Lindsey era un cliente abituale (finché Angel non gli tagliò la mano impedendogli suonare la chitarra). Lorne suggerisce a Angel e Lindsey di lavorare insieme perché chiaramente stanno cercando le stesse risposte.
Angel fa analizzare le impronte digitali della mano trapiantata a Lindsey, appartengono a Bradley Scott, finì in prigione per aver rubato delle obbligazioni quando lavorava alla Wolfram & Hart, quindi Angel e Lindsey vanno dal suo agente di sorveglianza e con le maniere forti lo costringono a portarli in un'azienda, la Southern California Travel, tra l'altro Angel ha scoperto che anche l'uomo che si è ferito all'occhio, che Cordelia aveva visto nella propria visione, aveva ricevuto un trapianto dalla Fairfield Clinic.
Gunn e Wesley guardano Cordelia piangere, sta sempre peggio per colpa delle visione, in effetti Gunn si è accorto che per l'amica sta diventando sempre più difficile gestirle. Wesley inizia a capire la radice del problema, era stato Doyle a trasmetterle questo potere, ma lui era per metà una creatura demoniaca, quindi aveva la forza di gestire il potere di veggente, ma chiaramente un essere umano non ha questa facoltà, memore che quando Vocah aveva fatto in modo che Cordelia avesse più visioni consecutive lei stava impazzendo.
Angel e Lindsey mettono fuori combattimento le guardie della Southern California Travel e poi scendono nella cantina e vedono dei corpi all'interno di alcune vasche criogeniche, sono ancora vivi e li mantengono in uno stato dormiente, staccano parti del loro corpo fornendole alla Fairfield Clinic per i trapianti, inoltre usano anche il potere demoniaco infatti Angel su una parete vede il simbolo di un demone Pockla, esseri con poteri guaritori, infatti il demone che Lindsey aveva visto in sala operatoria era un Pockla. Lindsey vede Bradley, lo riconosce infatti in passato lavoravano insieme, lui in stato di semi-incoscienza gli chiede di ucciderlo perché stanco di soffrire (la mano trapiantata a Lindsey scriveva quella parola perché rifletteva il desiderio di Bradley di morire). Lindsey stacca l'alimentatore della vasca criogenica che manteneva in vita Bradley lasciandolo morire per porre fine alle sue sofferenze, poi lui e Angel portano in salvo le altre persone che erano prigioniere lì.
Durante una riunione del consiglio amministrativo della Wolfram & Hart viene scelto Lindsey per posto di vice direttore, Lilah è disperata ma sorprendentemente Lindsey si mette a provocare i suoi superiori, una guardia di sicurezza tenta di fermarlo ma Lindsey lo disarma rubandogli la pistola minacciando di sparare ai suoi colleghi, facendo notare a tutti che Lilah è la persona più adatta al ruolo di vice direttore perché è al corrente di tutti i segreti compromettenti dei colleghi, quelli di cui persino i Soci Anziani sono all'oscuro, ormai stufo dell'ambiguità della Wolfram & Hart decide di dare le dimissioni. Lilah ora è il vice direttore tuttavia non appare molto soddisfatta, infatti è visibilmente dispiaciuta nel vedere Lindsey andarsene.
Angel assiste alla partenza di Lindsey, ha deciso di lasciare Los Angeles, tuttavia Angel non si fa illusione, è ben consapevole che lui non diventerà mai una persona migliore, tuttavia lo saluta amichevolmente augurandogli buona fortuna.
- Altri interpreti: Christian Kane (Lindsey McDonald), Stephanie Romanov (Lilah Morgan), Andy Hallett (Lorne), Gerry Becker (Nathan Reed).

## La città dei lustrini
- Titolo originale: Belonging
- Diretto da: Turi Meyer
- Scritto da: Shawn Ryan

### Trama
Cordelia ormai è sempre meno contenta di recitare in spot pubblicitari, Angel mentre è andato a trovarla nel set era decisamente infastidito da come l'amica veniva tratta durante il lavoro. Gli amici di Gunn gli chiedono aiuto, stanno progettando un'imboscata in un covo di vampiri, ma lui è costretto a non parteciparvi dato che la Angel Investigations deve uccidere un demone Haklar, ormai i membri del vecchio gruppo di Gunn sono sempre più infastiditi dal fatto che lui dedica la maggior parte del suo tempo alla Angel Investigations.
Mentre Lorn al Caritas si esibisce davanti al pubblico, appare un portale dimensionale sul palcoscenico dal quale fuoriesce un mostro che semina il panico tra i clienti e poi fugge, Lorne guardando il mostro stranamente si è agitato. Dopo che Angel e i suoi amici uccidono con successo l'Haklar, all'Hyperion Hotel giunge Lorne chiedendo alla Angel Investigations di uccidere il mostro apparso al Caritas, spiegando che si tratta di un demone Drokken, Wesley non lo ha mai sentito nominare, Lorne gli spiega che documentarsi è inutile perché il Drokken viene da un mondo a loro sconosciuto.
Gunn scopre che uno dei suoi amici è morto, avevano deciso di fare l'imboscata ai vampiri anche senza il suo aiuto. Intanto Cordelia ha una visione su una ragazza che legge uno strano libro in una biblioteca universitaria e poi appare un portale, molto simile a quello da cui è uscito il Drokken. Angel, Wesley, Lorne e Cordelia vanno nella biblioteca per cercare informazioni, la bibliotecaria rivela che una ragazza di nome Fred Burkle che studiava fisica all'università è sparita da cinque anni, l'ultima volta che è stata vista era proprio nella biblioteca. Cordelia, guardando nel reparto dove aveva visto Fred nella sua visione, trova il libro che la ragazza scomparsa stava leggendo, Lorne vedendo quel libro inizia a sentirsi a disagio, Cordelia legge le strane parole scritte nel libro e senza volerlo evoca un altro portale dal quale fuoriesce un demone simile a Lorne, si chiama Landok e sia lui che il Drokken vengono dal mondo d'origine di Lorne, il cui vero nome è Krevlorneswath del Clan Deathwok.
Landok è il cugino di Lorne, quest'ultimo è da sempre ritenuto la vergogna della famiglia, al contrario Landok è un prode guerriero, Lorne raggiunse Los Angeles dopo aver abbandonato la propria dimensione attraverso un portale. Lorne odiava il suo mondo d'origine perché lì il valore si misura solo in battaglia, non c'era spazio per i sentimenti. Landok aiuta la Angel Investigations a trovare il Drokken essendo addestrato a percepirne l'aura, riescono a stanare il mostro che morde Landok al braccio, Angel lancia una spada contro il Drokken trapassandogli la gola uccidendolo. Landok rischia di morire perché il morso del Drokken è velenoso, infatti solo nel suo mondo d'origine c'è la cura.
Cordelia ha capito che Fred, trovando quel libro, deve aver recitato ciò che vi era scritto e ha aperto involontariamente il portale che l'ha risucchiata nella dimensione di Lorne, dunque quando vanno al Caritas, Landok legge il libro e apre un altro portale che lo riconduce nel proprio mondo ma senza volerlo il portale risucchia anche Cordelia e purtroppo Angel, Lorne e Wesley se ne rendono conto solo dopo che il portale si chiude.

## Ritorno a Pylea
- Titolo originale: Over The Rainbow
- Diretto da: Frederick Keller
- Scritto da: Mere Smith

### Trama
Angel è in difficoltà, oltre al fatto che non ha idea di come riportare Cordelia nel loro mondo Gavin Park, avvocato della Wolfram & Hart, lo avvisa che è indietro con i pagamenti, potrebbero pignorargli l'Hyperion Hotel. Angel tenta di recitare i versi del libro per aprire un altro portale dimensionale al Caritas, ma è inutile. Wesley intuisce che esistono dei "punti caldi" ovvero zone dove è più facile che appaiano dei portali dimensionali, il Caritas e la biblioteca universitaria sono tra essi, tuttavia quando un portale si manifesta l'energia che lo ha generato poi si esaurisce, è per questo che serve molto tempo prima che il punto caldo possa generare un altro portale, questo spiega perché Angel non riesce ad aprirne un altro al Caritas.
Lorne spiega che nella sua dimensione Pylea, gli umani vengono trattati dai demoni come schiavi, Lorne odiava Pylea è per questo che abbandonò il proprio mondo, per puro caso vide un portale dimensionale, non ha idea di chi lo avesse generato, si limitò ad attraversarlo e raggiunse Los Angeles in un edificio abbandonato che poi ristrutturò trasformandolo nel Caritas. Cordelia a Pylea viene catturata da dei demoni, le mettono uno strano collare che genera una scossa elettrica qualora lei tenti di ribellarsi, viene venduta come schiava. Incontra un'altra ragazza umana che parla in uno stato quasi delirante, lei non ricorda nulla sulla propria identità, gli anni trascorsi a Pylea sono stati traumatizzanti per lei, si limita solo a spiegare a Cordelia che lavorerà come schiava finché le sue forze non cederanno.
Lorne si rivolge a Aggie, una sensitiva sua cara amica, lei gli rivela la posizione di un punto caldo, quindi Angel, Gunn, Lorne e Wesley lo raggiungono, quest'ultimo pronuncia la formula e si apre un portale, i quattro lo attraversano a bordo di un'auto e raggiungono Pylea. Angel è euforico perché, nonostante a Pylea ci siano due soli, i raggi solari in questo mondo non hanno effetti letali su di lui. Intanto i demoni di Pylea scoprono che Cordelia è una veggente, quindi la portano al cospetto di Silas, il maestro del Consiglio di Trombli.
Lorne non gode di buona reputazione tra gli abitanti di Pylea dato che ha abbandonato la loro gente, lui e i suoi amici vengono catturati e portati al castello dove dimora il monarca di Pylea che a gran sorpresa si rivela essere Cordelia.

## Attraverso lo specchio
- Titolo originale: Through the Looking Glass
- Diretto da: Tim Minear
- Scritto da: Tim Minear

### Trama
Cordelia, forte della sua posizione di monarca, fa liberare i suoi amici, intanto Angel scopre che a Pylea lui può anche riflettersi negli specchi. Wesley non capisce per quale motivo Cordelia, benché gli umani a Pylea siano ritenuti esseri inferiori, sia stata vestita del ruolo di monarca, a quel punto Lorne intuisce che sono stati i poteri di veggente di Cordelia a darle questo privilegio, spiegando ai suoi amici che il Consiglio di Trombli aveva profetizzato la comparsa di un veggente, un collegamento con le Forze dell'Essere, egli sarebbe apparso come un Messia.
Anche se Silas è disposto ad accettare Cordelia come monarca, gli altri membri del Consiglio di Trombli non tollerano che un'umana governi su Pylea, tuttavia Silas tiene a precisare che dopo il "com-shuck" potranno ucciderla. Wesley consulta tre libri custoditi dal Consiglio di Trombli che spiegano come generare un altro portale in modo da tornare a Los Angeles, ma nota che in tutti i libri è raffigurata una bestia diversa: un lupo, un cervo e un ariete (Wolfram & Hart) intuisce quindi che il Consiglio di Trombli sia fedele ai Soci Anziani, ciò vuol dire che non sono al sicuro a Pylea. Wesley e Gunn fuggono dal castello, Silas e i suoi servi hanno impedito a Cordelia di scappare.
Silas spiega a Cordelia che lei deve avere un rapporto sessuale con il guerriero umano Groosalugg secondo la tradizione del com-shuck, Cordelia conosce Groosalugg il quale si rivela un uomo affascinante e gentile, i due fanno velocemente amicizia. Angel impedisce ai demoni di giustiziare la ragazza umana con cui Cordelia prima aveva parlato, Angel e la ragazza scappano e si nascondono in una caverna, il vampiro vede che la ragazza è in possesso di un documento di identità scoprendo che si tratta proprio di Fred, la ragazza scomparsa cinque anni prima.
Angel e Fred vengono attaccati da due demoni, e a quel punto il vampiro, lottando, si trasforma in un mostro feroce privo di autocontrollo, uccide uno dei demone mentre il secondo scappa. Angel nel bosco incontra Wesley e Gunn, tenta di aggredirli ma Fred si ferisce a una mano e con il proprio sangue attira l'attenzione di Angel e lo aiuta a calmarsi, lui ritorna così umano. Gunn non riesce a capire per quale motivo Angel si è trasformato in quel mostro, Wesley quindi intuisce che la dimensione di Pylea eleva al massimo l'essenza di vampiro di Angel, sia quella umana che quella demoniaca, l'una indipendentemente dall'altra, infatti come umano Angel può esporsi alla luce del sole e riflettersi negli specchi, ma come demone assume quella forma, secondo Wesley quello dovrebbe essere il vero aspetto di un vampiro.
Gunn e Wesley incontrano un gruppo di umani, sono dei ribelli, mentre Silas mette in chiaro con Cordelia che il suo titolo di monarca è privo di importanza, è il Consiglio di Trombli che comanda e lei deve ubbidire ai loro ordini, infine le mostrano la testa decapitata di Lorne.
- Guest star: Andy Hallett (Lorne), Amy Acker (Fred), Mark Lutz (il Groosalugg), Tom McCleister (la madre di Lorne), Michael Phenicie (Silas), Brody Hutzler (Landok), Joss Whedon (Numfar).
- Altri interpreti: J. August Richards (Charles Gunn)

## Si torna a casa
- Titolo originale: There's No Place Like Plrtz Glrb
- Diretto da: David Greenwalt
- Scritto da: David Greenwalt

### Trama
Lorne è ancora vivo, infatti la sua razza demoniaca non muore con la semplice decapitazione, è necessario mutilare tutto il suo corpo, infatti la ragione per cui egli è ancora vivo è perché Groosalugg ha messo al sicuro il corpo dandolo alla famiglia di Lorne, infine Landok porta via la testa di Lorne in modo da riattaccarla al resto del corpo. Silas manda dei demoni ad attaccare Fred e Angel, ma quest'ultimo li sconfigge con l'aiuto della ragazza, interroga poi uno di loro e lo uccide quando gli rivela che Cordelia verrà uccisa dopo che si sarà concessa a Groosalugg.
I demoni attaccano i ribelli che riescono a sconfiggerli anche con l'aiuto di Wesley e Gunn, i due si guadagnano la loro stima, decidono di eleggere Wesley loro capo. Wesley progetta di attaccare il castello e salvare Cordelia, anche Angel e Fred si uniscono a loro. Intanto Groosalugg confessa a Cordelia che, quando si sarà concluso il com-shuck, lui assorbirà i poteri di Cordelia, diventerà lui il nuovo veggente, spiegandole che lei essendo un'umana non può sostenere il fardello di questo potere. Cordelia tuttavia non vuole rinunciare alla visioni, sono quelle che le permettono di aiutare le persone.
Angel sfida Groosalugg davanti a tutti, è un diversivo per consentire a Wesley e Gunn di attaccare il castello. Silas, avendo capito che Groosalugg si è innamorato di Cordelia, gli mente affermando che Angel vuole solo depredare il regno, oltre a voler abusare di Cordelia e ucciderla. Groosalugg raccoglie la sfida e affronta Angel, il vampiro è in difficoltà, Groosalugg è infatti il guerriero più forte di Pylea, tanto che per poter rivaleggiare con lui è costretto a trasformarsi nel mostro, Angel lo sottomette ma si astiene dall'ucciderlo recuperando il proprio autocontrollo, ritornando umano.
Wesley, Gunn e i ribelli assaltano il castello e sconfiggono i demoni, Silas decide di usare un dispositivo che ucciderà tutti gli schiavi umani tramite il collare che portano, ma Cordelia riesce a impedirglielo uccidendo Silas con un colpo di spada. Cordelia interrompe lo scontro tra Angel e Groosalugg dichiarando a quest'ultimo il suo amore (cosa che rende Angel visibilmente geloso).
Cordelia mette al bando la schiavitù, da ora sarà Groosalugg il sovrano di Pylea, tuttavia Gunn gli spiega che non sarà facile guidare il regno, dovrà affrontare molti problemi come la disuguaglianza sociale. Fred e Wesley interpretano i tre libri sacri e scoprono come aprire un altro portale dimensionale, Cordelia bacia Groosalugg separandosi da lui, infine una volta aperto il portale, a bordo dell'auto, Angel, Cordelia, Fred, Lorne, Wesley e Gunn tornano a Los Angeles.